# André Castelot
André Castelot (* 23. Januar 1911 in Antwerpen, Belgien; † 18. Juli 2004 in Neuilly-sur-Seine, Frankreich; geboren unter dem Namen André Storms) war ein französischer Historiker.

## Leben
Nach einem erfolgreichen Studium in Paris nahm er den Namen seiner Mutter Gabrielle Castelot an. Sie war eine belesene und gebildete Französin, die ihren Sohn früh mit der Geschichte in Berührung brachte, indem sie mit ihm des Öfteren das Schloss Versailles besuchte.
Während der Besetzung Frankreichs (1940–1944) durch die Deutschen kollaborierte er, indem er für die politische und literarische Zeitschrift La Gerbe des Vichy-Regimes arbeitete, die vom überzeugten Kollaborateur Alphonse de Châteaubriant herausgegeben wurde. Châteaubriant wurde nach Ende des Krieges für seine Rolle während der Besetzung verurteilt, André Castelot jedoch nicht.
1947 gründete und leitete Castelot die Bücherreihe Présence de l'Histoire (Librarie académique Perrin). Er bezeichnete sich als „Literat und Journalist seit 1935“ und schrieb für zahlreiche Tageszeitungen und Zeitschriften wie den Le Figaro, le Midi libre, Historia oder Histoire Magazine. Vor allem im Untergeschoss seines Landhauses in Port-Mort, einem Dorf an der Eure bei Gaillon, fand er die Ruhe zum Schreiben.
Er verfasste über 65 Biografien und historischen Studien zu großen Persönlichkeiten der Geschichte, insbesondere des 16., 18. und 19. Jahrhunderts. Dabei wurde er häufig von seinem Freund Alain Decaux unterstützt, mit dem zusammen er 1951 die wöchentlich ausgestrahlte Radiosendung La Tribune de l'Histoire (deutsch (frei): „Forum der Geschichte“) gründete, die auf dem Sender France Inter bis zu ihrem Ende 1997 unübertroffene Zuhörerquoten erreichte. Im französischen Fernsehen präsentierten die beiden Historiker außerdem von 1957 bis 1966 die Sendung La caméra explore le temps (deutsch: „Die Kamera erkundet die Zeit“).
Castelot schrieb des Weiteren Theaterstücke, die u. a. in Chambord und Compiègne aufgeführt wurden. 1984 führte er im Palais Royal ein Stück unter dem Namen François 1er le Magnifique (deutsch: Franz I. der Herrliche) auf. Für die Stücke Jésus était son nom (deutsch: „Jesus war sein Name“) und Je m'appelais Marie-Antoinette (deutsch: „Mein Name war Marie-Antoinette“) arbeitete er auch mit dem Regisseur und Schauspieler Robert Hossein zusammen.
Während einer ausgiebigen Recherche entdeckte er auf einem Speicher in Wien einen Koffer, der ungefähr 9.000 Briefe an die Kaiserin Marie-Louise, Ehefrau von Napoleon I., enthielt.
Castelot war außerdem Mitglied des Unterstützungskomitees für die Bewegung l'Unité capétienne (deutsch: „Kapetinger Einheit“).

## Auszeichnungen
Castelot war Offizier der Ehrenlegion, Kommandeur des ordre du Mérite und des belgischen Leopoldsordens. Zu seinen weiteren Auszeichnungen gehört der „Grand Prix d'Histoire“ der Académie française für sein Lebenswerk.